# Nacer Mekideche
 (mars 2020).
Nacer Mekideche (en arabe : ناصر مقيدش), né le 24 novembre 1960 à Alger, est un footballeur international algérien. Il évoluait au poste de milieu de terrain.
Il compte 5 sélections en équipe nationale en 1983.

## Biographie
Nacer est le père du footballeur algérien Riadh Nasser Mekideche.

## Palmarès
- Vice-champion d'Algérie en 1982 avec le NA Hussein Dey.
- Finaliste de la Coupe d'Algérie en 1982 avec le NA Hussein Dey.
- Finaliste de la Coupe d'Algérie en 1988 avec le CR Belouizdad.